# Cuatro Principios Fundamentales

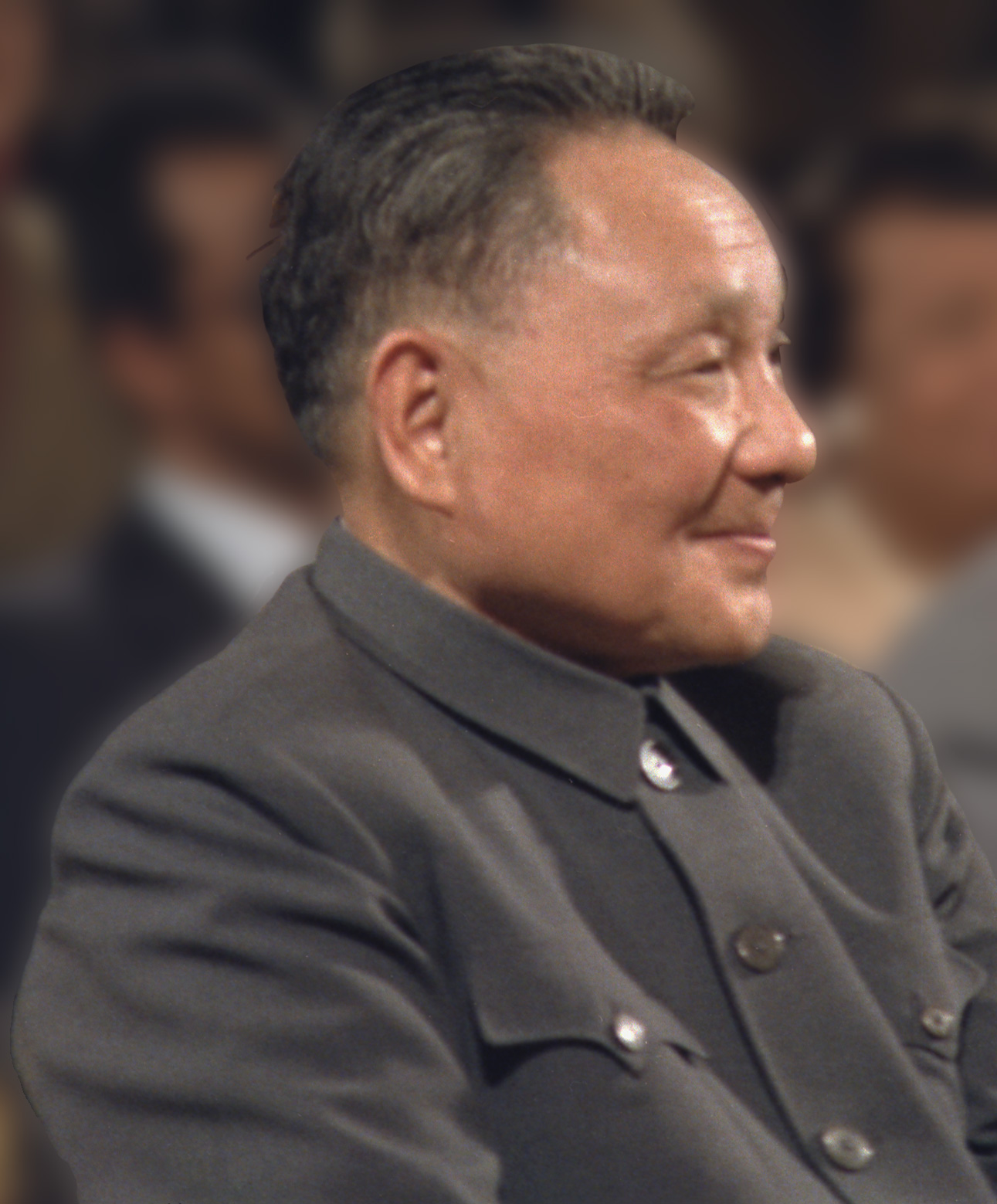
Foto del político chino Deng Xiaoping

Los Cuatro Principios Fundamentales (Chino simplificado: 四项基本原则, Chino tradicional: 四項基本原則; pinyin: Sì-xiàng Jīběn Yuánzé), o los Cuatro Principios Cardinales, fueron presentados por Deng Xiaoping en marzo de 1979, durante la fase inicial de "Reforma y apertura".
Los principios incluyen:
1. Perseverancia en el camino socialista.
2. Perseverancia en la dictadura democrática popular.
3. Perseverancia en la dirección del Partido Comunista.
4. Perseverancia en el marxismo-leninismo y el pensamiento de Mao Zedong.

Deng señaló que estos cuatro temas no se pueden debatir en la República Popular China. Por un lado, la propuesta de los Cuatro Principios Fundamentales proporcionó relativa libertad a la ideología maoísta durante la Revolución Cultural. Por otro lado, los cuatro principios reprimen el movimiento democrático adicional en China, lo que resulta en cierta controversia. Los Cuatro Principios Cardinales fueron consagrados en la Constitución de China en 1982.